# Sergej Zimov

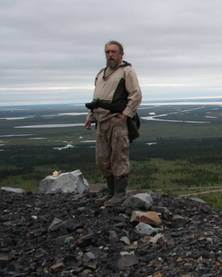
S.A. Zimov overziet het Siberisch landschap

Sergej Afanasjevitsj Zimov (Russisch: Сергей Афанасьевич Зимов); (18 juli 1955) is een Russisch wetenschapper. Hij is geofysicus die is gespecialiseerd in arctische en subarctische ecologie. Hij is directeur van het Noordoostelijk Wetenschapsstation (Russisch: Северо-Восточная научная станция, een onderzoeksinstituut van de Russische Academie van Wetenschappen) en senior research fellow van het Geografisch instituut van de Grote Oceaan (Russisch: Тихоокеанский институт географии Дальневосточного отделения Российской академии наук, een instituut binnen de Russische Academie van Wetenschappen). Hij is een van de oprichters van het pleistoceen park, een 160 km2 groot natuurreservaat. Zijn zoon Nikita is in zijn voetspoor gevolgd. Zimov is vooral bekend om de theorie dat  menselijke overbejaging van grote herbivoren tijdens het pleistoceen ervoor zorgde dat het grasland-steppe-ecosysteem van Siberië verdween. Ook vergrootte hij het bewustzijn over de belangrijke rollen die permafrost en de thermokarstmeren spelen in de koolstofcyclus.

## Leven en werk
Sergej Zimov studeerde aardwetenschappen aan de Technische Universiteit van het Verre Oosten, gevestigd in Vladivostok. Hij woont en werkt in Tsjerski in het noordoosten van Siberië, waar hij in 1977 het Noordoostelijk Wetenschapsstation stichtte.

## Professionele prestaties

##### Noordoostelijk Wetenschapsstation

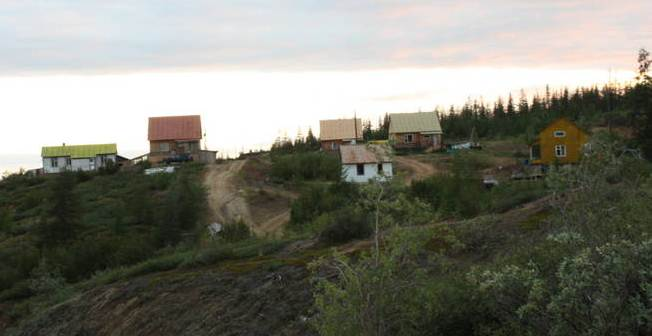
Northeast Science Station, Tsjerski, Rusland

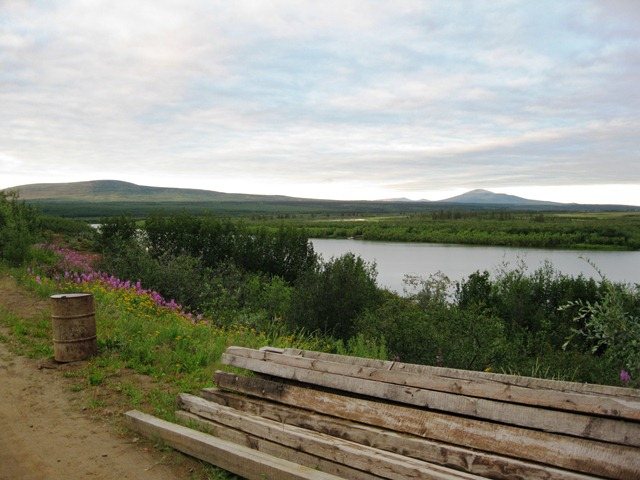
Zicht vanaf het Northeast Science Station

Sergej Zimov is mede-oprichter en directeur van het Noordoostelijk Wetenschapsstation, een van de drie grootste poolstations ter wereld. Gelegen nabij Tsjerski aan de rivier de Kolyma, 150 kilometer ten zuiden van de Noordelijke IJszee, dient het station het hele jaar door als basis voor internationaal arctisch onderzoek. De focus ligt op koolstofcycli, methaanuitstoot, paleoklimaat en het veranderende ecosysteem. Men beschikt er over laboratoria, een netwerk van veldlocaties, apparatuur voor gegevensanalyse en communicatie en transportfaciliteiten. Er is accommodatie voor gastonderzoekers en zes medewerkers. Een schip dat op de Kolyma-rivier drijft, dient als reizende slaapzaal en laboratorium.

##### Permafrost en methaan
In samenwerking met de Amerikaanse ecologen Dr. Terry Chapin en Dr. Katey Walter-Anthony, heeft Sergej Zimov een aantal wetenschappelijke artikelen gepubliceerd over het belang van permafrost,  kooldioxide- en methaanuitstoot op hoge breedtegraden in de wereldwijde koolstofcyclus. Deze artikelen identificeerden de opwelling van methaan uit thermokarstmeren als een belangrijke bron van methaan, een krachtig broeikasgas.
De permafrost is een groot wereldwijd koolstofreservoir dat gedurende een groot deel van het holoceen is gevormd. Door de recente klimaatverandering begint de permafrost te ontdooien, waardoor opgeslagen koolstof vrijkomt en thermokarstmeren worden gevormd. Wanneer de ontdooide permafrost de thermokarstmeren binnenkomt, wordt de koolstof omgezet in koolstofdioxide en methaan en afgegeven aan de atmosfeer. Methaanemissies van thermokarstmeren hebben een positieve terugkoppeling waarbij verhoogde methaanconcentraties leiden tot een versterkte temperatuurstijging, wat op zijn beurt leidt tot meer dooi van de permafrost en meer uitstoot van methaan en kooldioxide.

### Pleistoceen Park:De Zimov-hypothese

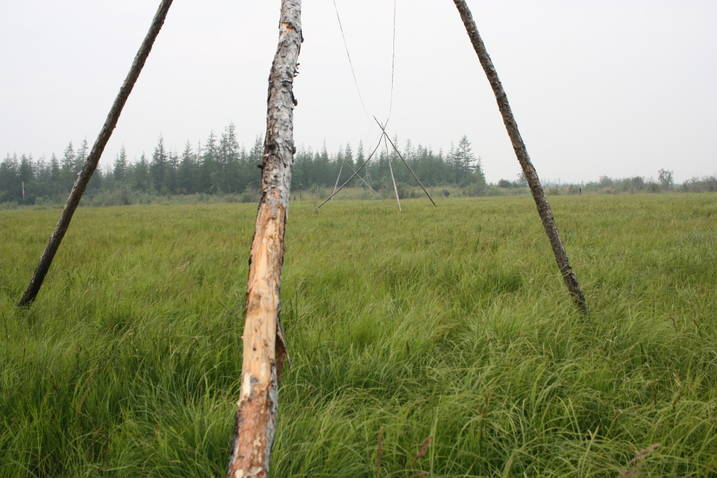
Herstelde graslanden in het Pleistoceen park

Zimov begon het Pleistoceen Park-project in 1988 op circa 25 kilometer ten zuiden van Tsjerski. Volgens hem heeft overbejaging door mensen ervoor gezorgd dat grote grazers verdwenen, en daarmee ook de toendra-steppe als  Pleistoceen-ecosysteem.
Het grasland-steppe-ecosysteem, dat Siberië domineerde tijdens het Pleistoceen, verdween 10.000 jaar geleden en werd vervangen door bemoste en beboste toendra. Tegenwoordig zijn rendieren en elanden de enige overgebleven grote herbivoren die door Siberië zwerven. Zonder herbivoren die het land begrazen en vertrappen, konden mossen, struiken en bomen het grasland overwoekeren.
In het Pleistoceen Park probeert men de graslanden te herstellen om aan te tonen dat de graslanden tot in de 21e eeuw zouden hebben bestaan als mensen de kuddes herbivoren die het ecosysteem in stand hielden, niet hadden gedecimeerd. Grassen nemen het landschap weer over 1 à 2 jaar nadat mossen zijn verwijderd. Volgens Zimov zou het opnieuw introduceren van grote herbivoren in Siberië voor een positieve terugkoppeling zorgen, die het herstel van graslandecosystemen bevordert: "De dieren verstoren met hun hoeven het mos en laten in plaats daarvan grassen groeien. De bodem verdroogt, de dieren laten mest vallen, het gras groeit beter en er kunnen meer dieren grazen. Als in de winter de sneeuwlaag door grote grazers wordt platgetrapt, kan de koude beter doordringen in de onderliggende bodem. In de zomer zorgt de grasbegroeiing ervoor dat er meer zonlicht wordt weerkaatst terwijl de donkerder taigabossen juist zonnewarmte absorberen. Dit alles kan een verdere temperatuurstijging temperen."
In 2007 is in het park een 35 meter hoge meettoren gebouwd die constant de niveaus van methaan, kooldioxide, waterdamp en temperatuur in de atmosfeer van het park bewaakt. De gegevens dragen onder meer bij aan de Global Monitoring Division van de NOAA.
Zimovs concept van het opnieuw bevolken van de mammoetsteppe wordt door het project Drawdown vermeld als een van de "100 meest inhoudelijke oplossingen voor de opwarming van de aarde". De lijst, die alleen technologisch haalbare, bestaande oplossingen omvat, is samengesteld door een team van meer dan 200 wetenschappers, beleidsmakers, bedrijfsleiders en activisten; voor elke oplossing werden de CO2-impact tot het jaar 2050, de kosten en de totale besparingen gedurende de hele levensduur geschat.
Over het werk van Zimov is de 1,5 uur durende documentaire De Zimov-hypothese gemaakt, door Denis Snegirev. Het werd een internationale coproductie, in het Russisch en Engels, van Arturo Mio, 13 Productions, ARTE France, Take Five, RTBF (België) en Ethnofund (Rusland). De documentaire werd door ARTE geprogrammeerd van 20/11/2021 tot 01/06/2022.
- International Standard Name Identifier: 0000 0000 3045 0804
- Library of Congress Control Number: n88213289
- ORCID: 0000-0002-0053-6599
- Virtual International Authority File: 16329050
- WorldCat: E39PBJrRbxJKhMhbpfcGF8rTHC